# ウボンラーチャターニー教区

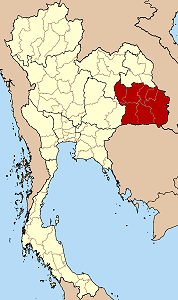
ウボンラーチャターニー教区

ウボンラーチャターニー教区（うぼんらーちゃたーにーきょうく、สังฆมณฑลอุบลราชธานี、The Diocese of Udon Thani）（ローマ・カトリック教会）はタイ東北部にある司教区。ターレー・ノーンセーン大司教区の属司教区。ウボンラーチャターニー県ムアンウボンラーチャターニー郡プロマラート通り604に司教座を構える。この司教区は53,917km2の面積を持ち、アムナートチャルーン県、マハーサーラカーム県、ローイエット県、シーサケート県、スリン県、ウボンラーチャターニー県、ヤソートーン県を管轄する。2010年の時点で教区内の770万人の住民の内、26,242人がカトリック信者である。35の小教区を持つ。

## 歴史
この教区は1953年5月7日にウボンラーチャターニー代牧区としてターレー・ノーンセーン代牧区から分離して発足。1965年に西部がナコーンラーチャシーマー代牧区として分離。1965年12月18日に司教区に昇格した。 

## 司教座聖堂
司教座聖堂はムアンウボンラーチャターニー郡の処女降誕大聖堂（The Cathedral of the Immaculate Conception、อาสนวิหารแม่พระนิรมล）。北緯15度13分38秒 東経104度51分2秒 / 北緯15.22722度 東経104.85056度

## 教区長司教
- フィリップ・バンヂョン・チャイヤラー（Philip Banchong Chaiyara）、レデンプトール会:2006年5月25日 - 現在
- ミカエル・ブンルアン・マンサップ（Michael Bunluen Mansap）、パリ外国宣教会:1976年5月21日 - 2006年5月25日
- クロード・ジェルメーヌ・ベルトルト（Claude Germain Berthold）、パリ外国宣教会:1970年4月9日 - 1976年5月24日
- クラウディウス・フィリップ・バイエ（Claudius Philippe Bayet）、パリ外国宣教会: 1953年5月24日 - 1969年8月13日